# Zustandszahl
Die dimensionslose Zustandszahl {\displaystyle Z} beschreibt das Verhältnis eines Gasvolumens im Normzustand zum Gasvolumen im Betriebszustand.

## Definition
{\displaystyle Z={\frac {V_{n}}{V_{B}}}={\frac {T_{n}}{T}}\cdot {\frac {p_{amb}+p_{e}-\varphi \cdot p_{s}}{p_{n}}}\cdot {\frac {1}{K}}}
Dabei bedeuten:
- {\displaystyle V_{n}} = Normvolumen
- {\displaystyle V_{B}} = Betriebsvolumen, d. h. Volumen im Betriebszustand
- {\displaystyle T_{n}} = Normtemperatur (273,15 Kelvin, entspricht 0 °C)
- {\displaystyle T} = mittlere Betriebstemperatur des Gases in Kelvin (für Gaszähler ohne Temperaturmessung festgelegt auf 288,15 Kelvin bzw. 15 °C)
- {\displaystyle p_{n}} = Normluftdruck (1 013,25 hPa bzw. 1 013,25 mbar bzw. 1,01325 bar)
- {\displaystyle p_{amb}} = Jahresmittelwert des Luftdrucks (in Pascal): {\displaystyle p_{amb}=1016\,{\text{hPa}}-0{,}12\,{\frac {\text{hPa}}{\text{m}}}\cdot h}
  - {\displaystyle h} = geodätische Höhe (in m)
  - {\displaystyle 0{,}12\,{\frac {\text{hPa}}{\text{m}}}} siehe Luftdruckgradient
- {\displaystyle p_{e}} = Betriebsdruck bzw. Effektivdruck des Gases (Überdruck in Pascal)
- {\displaystyle \varphi \cdot p_{s}} = Wasserdampfteildruck des Gases (in Pascal)
  - {\displaystyle \varphi } = relative Luftfeuchtigkeit
  - {\displaystyle p_{s}} = Sättigungsdruck
- {\displaystyle K} = Kompressibilitätszahl (dimensionslos; {\displaystyle K=1} bei {\displaystyle p_{e}\leq 1000\ \mathrm {hPa} })

## Verwendung
Die Zustandszahl wird von Gasversorgungsunternehmen zur Berechnung der tatsächlich entnommenen Menge an thermischer Energie in Kilowattstunden verwendet. Dabei wird das am Gaszähler aus der Zählerstandsdifferenz ermittelte Betriebsvolumen zunächst mit der Zustandszahl multipliziert. Anschließend wird das so ermittelte Normvolumen noch mit dem Brennwert multipliziert:
{\displaystyle {\begin{aligned}E&=V_{B}\cdot Z\cdot H_{S,n}\\&=V_{n}\cdot H_{S,n}\end{aligned}}}
Dabei bedeuten:
- {\displaystyle E} = Energiemenge (in {\displaystyle \mathrm {kWh} })
- {\displaystyle V_{B}} = Gasvolumen im Betriebszustand (in {\displaystyle \mathrm {m^{3}} })
- {\displaystyle V_{n}} = Normvolumen, d. h. Gasvolumen im Normzustand (in {\displaystyle \mathrm {m^{3}} })
- {\displaystyle H_{S,n}} = mittlerer Brennwert im Normzustand (in {\displaystyle \mathrm {kWh/m^{3}} }).

## Beispiel
Berechnung der Zustandszahl für Erdgaskunden in München, im Stadtbezirk Thalkirchen-Obersendling-Forstenried-Fürstenried-Solln
mit den Werten:
{\displaystyle {\begin{aligned}h&=562\,{\text{m}}\\\Rightarrow p_{amb}&=1016\,{\text{hPa}}-0{,}12\,{\frac {\text{hPa}}{\text{m}}}\cdot 562\,{\text{m}}=948{,}6\,{\text{hPa}}\\p_{e}&=24\,{\text{hPa}}\\\varphi \cdot p_{s}&=0\,{\text{hPa}}\\K&=1\end{aligned}}}
Daraus ergibt sich die Zustandszahl:
{\displaystyle {\begin{aligned}\Rightarrow Z&={\frac {273{,}15\,{\text{K}}}{288{,}15\,{\text{K}}}}\cdot {\frac {949\,{\text{hPa}}+24\,{\text{hPa}}+0\,{\text{hPa}}}{1013{,}25\,{\text{hPa}}}}\cdot \,{\frac {1}{1}}\\&=0{,}9103\end{aligned}}}